# 로얄캐닌

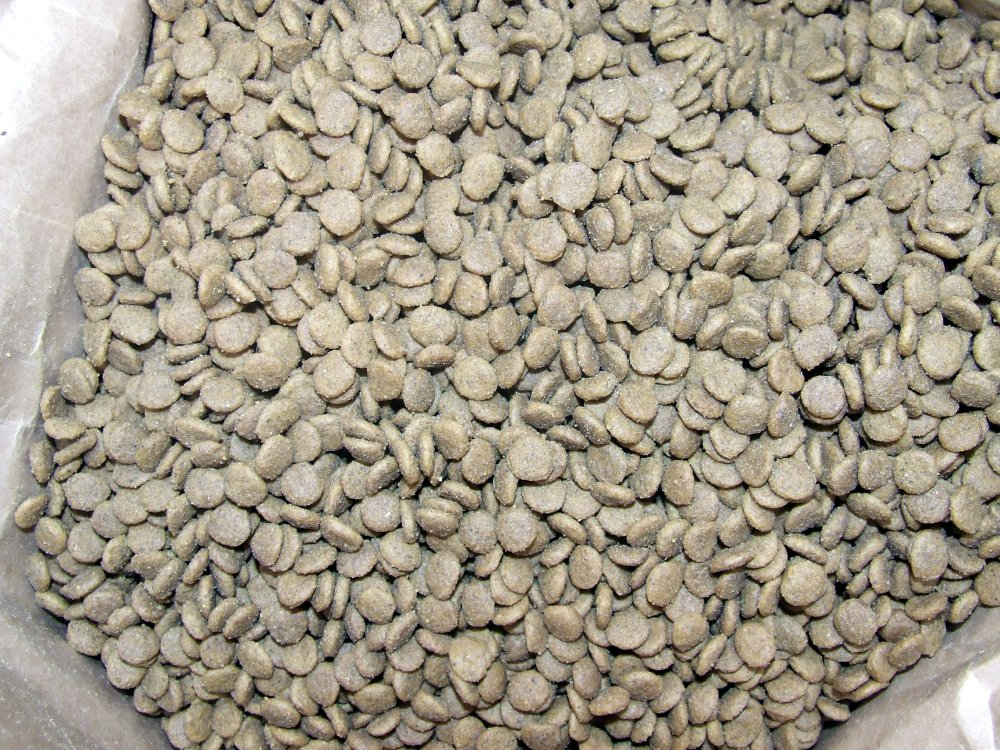
로얄캐닌에서 직접 제조하고 있는 개사료

로얄캐닌(Royal Canin)은 세계의 각 국가들마다 개, 고양이 등 반려견과 반려묘를 위한 사료를 위주로 제조하거나 공급하는 다국적 브랜드이다. 그리고 이 업체는 개, 고양이 등의 품종이나, 증상에 대한 특정 영양 요구 조건의 형성, 검사, 실험, 시험 등에 따른 연구도 물론 수행하고 있다. 프랑스의 한 수의사가 차고에서 준비한 각종 시리얼들을 먹여 반려동물의 많은 피부 조직의 상태를 성공적으로 치료한 후 설립한 것으로 알려졌다. 그 뒤로 미국으로부터 압출기를 수입하였고 그 뒤로 프랑스에서 최초로 건조 처리된 애완동물 전문 사료도 물론 생산하였으며 유통하는 범주가 유럽 전 지역으로 확산되기도 하였다. 현재는 마즈에 넘어가면서 로얄캐닌의 실제 대주주는 마즈이다.
대한민국에서는 여타 브랜드들(퓨리나 등)을 전부 제치고 사료 브랜드 중 가장 높은 인지도를 보유하고 있고, 2018년까지 SBS의 TV 동물농장의 공식 후원 사료 브랜드였다. 전북특별자치도 김제시 백산면에 사료 생산 공장이 존재한다. 현재 해당 사료 공장은 대한민국 내수용 뿐만 아니라 일본, 홍콩, 동남아시아, 오스트레일리아, 뉴질랜드 등 아태 지역으로 수출한다.